# Geordie Beamish
Geordie Beamish, né le 24 octobre 1996 à Hastings, est un athlète néo-zélandais spécialiste du demi-fond.

## Biographie
En 2023, il bat le record de Nouvelle-Zélande du 3 000 m à New York.
En juillet, il bat le record d'Océanie du 3 000 m steeple, qui datait de 1984, en 8 min 13 s 26 au meeting Herculis de Monaco.
En 2024, durant la saison en salle, il établit un nouveau record national du 5 000 m en 13 min 4 s 33 à Boston.
Il dispute l'épreuve du 2 miles aux Millrose Games de New York, abaissant au passage son propre record du 3 000 m.
Il remporte le titre du 1 500 mètres lors des championnats du monde en salle 2024, à Glasgow.
Sur le steeple, il améliore son record d'Océanie en 8 min 9 s 64 en prenant la 5e place au meeting de Paris.

## Palmarès
| Date | Compétition                    | Lieu     | Résultat | Épreuve         | Marque        |
| ---- | ------------------------------ | -------- | -------- | --------------- | ------------- |
| 2023 | Championnats du monde          | Budapest | 5e       | 3 000 m steeple | 8 min 13 s 46 |
| 2024 | Championnats du monde en salle | Glasgow  | 1er      | 1 500 m         | 3 min 36 s 54 |

## Records
| Épreuve         | Marque             | Lieu     | Date            |
| --------------- | ------------------ | -------- | --------------- |
| 1 500 m         | 3 min 34 s 47      | Eugene   | 25 mai 2024     |
| 3 000 m         | 7 min 34 s 88 (NR) | New York | 11 février 2024 |
| 5 000 m         | 13 min 4 s 33 (NR) | Boston   | 26 janvier 2024 |
| 3 000 m steeple | 8 min 9 s 64 (AR)  | Paris    | 7 juillet 2024  |